# Michael Poryes
Michael Poryes (* 22. März 1955 in Los Angeles, Kalifornien) ist ein US-amerikanischer Drehbuchautor, Ausführender Produzent und Dramaturg. Er gilt als der Erfinder von Raven blickt durch und Hannah Montana.

## Leben und Karriere
Noch bevor Poryes ins Film- und Fernsehgeschäft einstieg, verdiente er sein Geld als Kellner. Seine eigentliche Karriere beim Fernsehen begann schließlich Anfang der 1980er Jahre, als er als Drehbuchautor in einer Reihe von unter anderem auch international bekannten Fernsehserien eingesetzt wurde. So war er bis etwa 1986 in jeweils nur ein oder zwei Episoden von Serien wie Love, Sidney (1982; 1 Folge), Die Jeffersons (1983; 1 Folge), Imbiß mit Biß (1984; 1 Folge), Love Boat (1985; 1 Folge), Ein Colt für alle Fälle (1985; 1 Folge) oder Wer ist hier der Boss? (1985 und 1986; 2 Folgen) als Drehbuchautor im Einsatz und kam mit dem Jahre 1986 zu seiner ersten wesentlichen Tätigkeit. Dabei übernahm er die Arbeit des Dramaturgs der Fernsehserie The Facts of Life, bei der er auf dieser Position bis 1988 in 48 Episoden mitwirkte und ebenfalls bis 1988 in fünf Episoden als Drehbuchautor im Einsatz war. Noch im Jahr 1986 schrieb er das Drehbuch zu einer Folge von Small Wonder. Nach seiner Tätigkeit bei der
NBC-Serie war Poryes in den folgenden Jahren weiter als Drehbuchautor im Einsatz. Dabei arbeitete er unter anderem an Serien wie Good Morning, Miss Bliss (1989; 3 Folgen), California High School (1989 und 1990; 3 Folgen), 227 (1990; 1 Folge), Bigfoot und die Hendersons (1991; 1 Folge), Mein Vater ist ein Außerirdischer (1991; 1 Folge), Mein Lieber John (1992; 1 Folge) oder Roseanne (1992; 1 Folge). Eine zum Teil recht wesentliche Arbeit leistete er bei der Produktion von Die verrückten Royals, wo er im Jahre 1992 zu einer Episode das Drehbuch schrieb, in zwei Episoden als Ausführender Drehbuchberater arbeitete und in weiteren vier Episoden als Dramaturg eingesetzt wurde. Noch im selben Jahr wurde er für die Roseanne-Episode This Old House zusammen mit Chuck Lorre und Jeff Abugov für den Humanitas-Preis nominiert, den man am Ende allerdings doch nicht gewann.
Danach folgten weitere Kurzeinsätze als Drehbuchautor bei zum Teil bekannten Fernsehserien aus US-amerikanischer Produktion. 1993 folgten zwei Episoden von Joe's Life, bei denen Poryes als Drehbuchautor aktiv war, gefolgt von einer Episode von Me and the Boys im Jahre 1994. Nur ein Jahr darauf war Poryes in einer weiteren Folge von Me and the Boys als Koproduzent im Einsatz, seine erste wesentliche Tätigkeit in der Produktion einer Fernsehserie. Danach folgte nach einem eher unspektakulären Jahr 1996 ein arbeitsintensiveres Jahr 1997, in dem Poryes gleich in verschiedenen Fernsehproduktionen mitwirkte. So schrieb er unter anderem das Drehbuch zu drei Folgen von Cybill und war bei der Serie unter anderem in fünf Episoden als Überwachender Produzent aktiv und bis 1998 in acht Episoden auch noch als Mitausführender Produzent im Einsatz. Des Weiteren folgte 1997 ein Engagement bei The Blues Brothers Animated Series, wo er zu einer unbekannten Anzahl an Folgen das Drehbuch schrieb. Des Weiteren war er in diesem Jahr auch bei einer unbekannten Anzahl an Folgen als Ausführender Produzent der Fernsehserie Veronica aktiv. Nach einer längeren Schaffenspause kreierte Poryes die Jugendfernsehserie Raven blickt durch, die rasch zu einem wahren Erfolg wurde und bei der er in beinahe allen Episoden das Konzept aufbrachte. Weiters begleitete er die Serie über zwei Jahre lang in 20 Folgen als Ausführender Produzent und war in weiteren 18 Episoden als Berater tätig.
Auf den Erfolgen von Raven blickt durch anschließend erfand Poryes bald darauf die schnell populär gewordene Kinder- und Jugendserie Hannah Montana. In der von 2006 bis 2010 produzierten Serie war er in 90 der 100 Episoden für das Konzept zuständig und war gleichzeitig in 84 Folgen als Ausführender Produzent im Einsatz. Diese Tätigkeit hatte er auch im Jahre 2009 bei Hannah Montana – Der Film, zu dem er durch die Serie auch die Figuren brachte, inne. Davor war er bereits bei der DVD-Produktion Hannah Montana: One in a Million (2008) engagiert und war außerdem im gleichen Jahr als Drehbuchautor bzw. Geschichtenschreiber bei der DVD-Produktion Come Feud with Me: The Top 10 Disney Channel Character Feuds im Einsatz. Im Jahr zuvor lieferte er zu 17 Folgen von Einfach Cory die Figuren. Für sein Engagement bei Hannah Montana wurde Poryes vier Mal (2007–2010) hintereinander für den Creative Arts Emmy nominiert, konnte den Preis jedoch nicht entgegennehmen und musste sich jedes Jahr gegen andere Produktionen geschlagen geben. Die Produktion der Serie lief im Jahre 2010 aus, wobei die letzte Folge am 16. Januar 2011 in den USA ausgestrahlt wurde. Medienberichten zufolge steht Poryes bereits an der Entwicklung einer neuen Jugendfernsehserie.

## Filmografie

### Drehbuchautor
- 1982: Love, Sidney (1 Folge)
- 1983: Die Jeffersons (The Jeffersons, 1 Folge)
- 1984: Imbiß mit Biß (Alice, 1 Folge)
- 1985: Love Boat (The Love Boat, 1 Folge)
- 1985: Ein Colt für alle Fälle (The Fall Guy, 1 Folge)
- 1985–1986: Wer ist hier der Boss? (Who’s the Boss?, 2 Folgen)
- 1986: Small Wonder (1 Folge)
- 1986–1988: The Facts of Life (5 Folgen)
- 1989: Good Morning, Miss Bliss (3 Folgen)
- 1989–1990: California High School (Saved by the Bell, 3 Folgen)
- 1990: 227 (1 Folge)
- 1991: Bigfoot und die Hendersons (Harry and the Hendersons, 1 Folge)
- 1991: Mein Vater ist ein Außerirdischer (Out of This World, 1 Folge)
- 1992: Mein Lieber John (Dear John, 1 Folge)
- 1992: Roseanne (1 Folge)
- 1992: Die verrückten Royals (The Royal Family, 1 Folge)
- 1993: Joe’s Life (2 Folgen)
- 1994: Me and the Boys (1 Folge)
- 1997: The Blues Brothers Animated Series (? Folgen)
- 1997: Cybill (3 Folgen)
- 2003–2007: Raven blickt durch (That's So Raven, 99 Folgen) → Konzept
- 2006–2010: Hannah Montana (90 Folgen) → Konzept
- 2007: Einfach Cory (Cory in the House, 17 Folgen) → Figuren
- 2008: Come Feud with Me: The Top 10 Disney Channel Character Feuds
- 2009: Hannah Montana – Der Film (Hannah Montana: The Movie) → Figuren
- 2011–2013: Allein unter Jungs (Life with Boys)

### Produzent
Koproduzent
- 1995: Me and the Boys (1 Folge)

Mitausführender Produzent
- 1997–1998: Cybill (8 Folgen)

Überwachender Produzent
- 1997: Cybill (5 Folgen)

Ausführender Produzent
- 1997: Veronica (Veronica’s Closet) (? Folgen)
- 2003–2004: Raven blickt durch (That’s So Raven, 20 Folgen)
- 2006–2010: Hannah Montana (84 Folgen)
- 2008: Hannah Montana: One in a Million
- 2009: Hannah Montana – Der Film (Hannah Montana: The Movie)

### Dramaturg und Berater
Dramaturg
- 1986–1988: The Facts of Life (48 Folgen)
- 1992: Die verrückten Royals (The Royal Family, 4 Folgen)

Berater
- 1992: Die verrückten Royals (The Royal Family, 2 Folgen) → Ausführender Drehbuchberater
- 2003–2004: Raven blickt durch (That’s So Raven, 18 Folgen)

## Nominierungen
- 1× Humanitas-Preis: 1992 für die Episode This Old House von Roseanne
- 4× Creative Arts Emmy: 2007, 2008, 2009 und 2010 für Hannah Montana